# Чарльз Кобб
Чарльз Віггінс Кобб (англ. Charles Wiggins Cobb, 17 вересня 1875, Плімут (Массачусетс), США — 2 березня 1949, Кембридж (Массачусетс), США) — американський математик і економіст. Один з перших застосував функцію Кобба — Дугласа в економіці.

## Біографія
Чарльз Кобб народився 17 вересня 1875 року в сім'ї пастора. Його батьки, пастор Вільям Генрі Кобб (нар. 02.04.1846), та Емілі Валлістон Віггінс (нар. 16.07.1848), одружилися 30 жовтня 1872 року. У Чарльза було ще дві сестри: Енні (нар. 15.09.1873) та Мері (нар. 23.11.1883), а також два брати: Едвард (нар. 24.08.1878) та Вільям (нар. 7.05.1882 — 19.09.1903). Чарльз Кобб закінчив Емгерстський коледж в 1867 році і був пастором у Медфілді (штат Массачусетс) в 1876—1878 роках, потім пастором в Аксбріджі (штат Массачусетс) в 1878—1887 роках. З 1887 року стає бібліотекарем у Соборній бібліотеці в Бостоні.
У Емгерстському коледжі отримав ступінь бакалавра в 1897 році і магістерський ступінь в 1901 році. Докторську ступінь отримав у 1912 році в Мічиганському університеті. Викладацьку діяльність почав, викладаючи в Академії Олбані, потім у Вищій школі Фітчбург, в Нью-Йоркській вищій школі комерції і Академії Вустера. Працював в Колумбійському та Нью-Йоркському університетах в 1904—1905 роках, в Університеті Кларка в 1907—1908 роках, в Мічиганському університеті в 1910—1911 роках.
Працював разом з економістом Полом Дугласом, читаючи лекції в Емгерстському коледжі в Массачусетсі в якості викладача в 1908—1910 роках, асистента професора в 1911—1914 роках, доцента в 1914—1922 роках, професора з 1922 року до виходу у відставку в 1941 році. Чарльз одружився в 1919 році з Мері Гаррієтт Пребл (нар. 1903), у них було троє дітей (Чарльз, Емілі і Пребл). У 1917—1918 роках був капітаном у військах зв'язку, з 1922 року — третейський суддя в Рочестері, штат Нью-Йорк. Чарльз Кобб помер 2 березня 1949 року.

## Вклад в науку
Функція Кобба — Дугласа
У 1928 році Чарльз Кобб і Пол Дуглас видали дослідження, в якому змоделювали зростання американської економіки в період з 1899 по 1922 рік. Вони розглянули спрощене уявлення про економіку, в якій випуск продукції визначений кількістю залученого праці та обсягом капіталу.